# حمض الستياريدونيك
حمض الستياريدونيك هو حمض دهني غير مشبع له الصيغة الكيميائية C18H28O2، مع وجود أربع روابط مضاعفة، تكون إحداها على الكربون رقم 3 من الطرف الميثيلي للسلسلة، ولذلك فهو من أحماض أوميغا 3.

## الوفرة الطبيعية
يوجد حمض الستياريدونيك طبيعياً في زيت بذور عدد من النباتات مثل القنب والكشمش الأسود؛ بالإضافة إلى نبات Lithospermum arvense المعروف باسم corn gromwell؛ وزهرة الأفعى الحملية وغيرها.
كما يوجد الحمض في زيت السمك وفي الفطريات والطحالب.